# Rezolucija Vijeća sigurnosti UN-a 1437
Rezolucijom Vijeća sigurnosti UN-a 1437, jednoglasno usvojenom 11. listopada 2002., nakon pozivanja na prethodne rezolucije o Hrvatskoj, uključujući rezolucije 779 (1992.), 981 (1995.), 1088 (1996.), 1147 (1998.), 1183 (1998.), 1222 ( 1999.), 1252 (1999.), 1285 (2000.), 1307 (2000.), 1357 (2001.), 1362 (2001.), 1387 (2002.) i 1424 (2002.), Vijeće je ovlastilo Promatračku misiju Ujedinjenih naroda na Prevlaci (UNMOP) da nastavi nadzirati demilitarizaciju u područje poluotoka Prevlake u Hrvatskoj posljednja dva mjeseca do 15 prosinca 2002.
Vijeće sigurnosti pozdravilo je mirno i stabilno stanje na poluotoku Prevlaci. Istaknuto je da je prisutnost UNMOP-a uvelike pridonijelo održavanju uvjeta pogodnih za rješenje spora i pozdravilo napredak Hrvatske i Savezne Republike Jugoslavije (Srbije i Crne Gore) u normalizaciji međusobnih odnosa.
Produžujući mandat UNMOP-a posljednji put, od glavnog tajnika Kofija Annana zatraženo je da izvrši pripreme za njegov prestanak, uključujući smanjenje njegove veličine i prilagodbu njegovih aktivnosti. Ponovio je pozive objema stranama da prestanu s kršenjem režima demilitarizacije, surađuju s promatračima Ujedinjenih naroda i osiguraju punu slobodu kretanja promatračima. Od glavnog tajnika Kofija Annana zatraženo je da izvijesti vijeće o završetku mandata UNMOP-a, koji će biti skraćen na zahtjev stranaka.
Konačno, obje su strane pozvane da intenziviraju napore prema pregovaračkom rješenju spora oko Prevlake u skladu sa svojim Sporazumom o normalizaciji odnosa iz 1996. godine.

## Vanjske poveznice
| Wikizvor | Engleski Wikizvor ima izvorni tekst na temu: United Nations Security Council Resolution 1437 |

- Text of the Resolution at undocs.org